# Flamerscheid
Flamerscheid ist eine aus einer Hofschaft hervorgegangene Ortschaft in Leichlingen (Rheinland) im Rheinisch-Bergischen Kreis.

## Lage und Beschreibung
Der Ort liegt nördlich von Witzhelden an der Landesstraße 359 am Rand der Hochfläche, die nach Norden im Naturschutzgebiet Wupperhänge mit Seitensiefen und der Wupper nördlich Witzhelden und Leichlingen steil zum Unteren Wuppertal abfällt. Die Ausläufer der Hochfläche zum Talraum hin werden Wupperberge genannt. Nachbarorte sind neben Witzhelden das unmittelbar benachbarte Scharweg, Bechhausen, Nüsenhöfen, Meie, Raderhof, Herscheid, Sieferhof, Orth und Wolfstall.
Die nördlichen Wohngebiete Witzheldens sind bis an Flamerscheid, das selbst im 20. Jahrhundert am Bebauung zunahm und mit Scharweg heute einen gemeinsamen Siedlungsbereich bildet, herangewachsen, so dass die Ortslage nicht mehr als eigenständig wahrnehmbar ist. Nördlich von Flamerscheid steht der Fernmeldeturm Witzhelden.

## Geschichte
Flamerscheid wurde 1405 als Vlamersschede erstmals urkundlich erwähnt. Das Präfix des -scheid-Ortes leitet sich vermutlich von einem Personennamen Fladmar ab. Im 17. Jahrhundert waren die Besitzer des Hofs Flamerscheid den bergischen Herzögen abgabepflichtig. Die Höhe der Abgaben ist im Hebebuch von Haus Nesselrath und in dem Lagerbuch an die Burger  Kellnerei verzeichnet. Vor 1714 muss der Hof laut Urkunden dem Rittergut Bechhausen zugehörig gewesen sein.
Die Karte Topographia Ducatus Montani aus dem Jahre 1715 zeigt vier Höfe unter dem Namen Flamers. Im 18. Jahrhundert gehörte der Ort zum Kirchspiel Leichlingen im bergischen Amt Miselohe. Am 27. Februar 1732 ist in einer Herscheider Urkunde von einem Mönchsgut Flamerscheid die Rede. Die Topographische Aufnahme der Rheinlande von 1824 und die Preußische Uraufnahme von 1844 verzeichnen den Ort als Flamerscheid bzw. Flammerscheid. Zu den 13 Gebäuden im Jahr 1829 gehörte das Kilingsgut, das nach der Besitzerfamilie Kiling benannt war. Sie betrieb in einem Nebengebäude ein muskelkraftbetriebene Knochenmühle. Weitere Gewerbe im Ort waren eine Grützmühle, Webereien und ein Holzschuhmacher. Bis in die 1970er Jahre wurden Landwirtschaft, Obstanbau betrieben und in Heimarbeit auch in Schleifkotten für die Solinger Schneidwarenindustrie produziert.
1815/16 lebten 87 Einwohner im Ort. 1832 gehörte Flamerscheid unter dem Namen Flammerscheid dem Kirchspiel Witzhelden der Bürgermeisterei Burscheid an. Der laut der Statistik und Topographie des Regierungsbezirks Düsseldorf als Dorfschaft kategorisierte Ort besaß zu dieser Zeit 17 Wohnhäuser, eine Fabrik bzw. Mühle und 28 landwirtschaftliche Gebäude. Zu dieser Zeit lebten 97 Einwohner im Ort, davon vier katholischen und 93 evangelischen Glaubens.
Aufgrund der Gemeindeordnung für die Rheinprovinz erhielt 1845 das Kirchspiel Witzhelden den Status einer Gemeinde, schied aus der Bürgermeisterei Burscheid aus und bildete ab 1850 eine eigene Bürgermeisterei. Im Gemeindelexikon für die Provinz Rheinland werden 1885 21 Wohnhäuser mit 95 Einwohnern angegeben. 1895 besitzt der Ort 23 Wohnhäuser mit 106 Einwohnern, 1905 23 Wohnhäuser und 105 Einwohner.
1897 erhielt Flamerscheid durch die Einfassung einer Quelle und dem Bau eines Pumpenhäuschens eine Wasserversorgungsanlage. An das Stromnetz wurde der Ort Mitte der 1920er Jahre angeschlossen, anderthalb Jahrzehnte nach dem benachbarten Witzhelden. Bis zum Jahr 1926 dauerte die Erschließung des Ortes durch eine befestigte Straße, die später bis zum 1935 angelegten Sportplatz verlängert wurde. Der Sportplatz wurde in den Jahren 1971, 1980 und 1999 mehrfach umgebaut und erweitert. Die Schule Flamerscheid mit Turnhalle wurde in drei Bauabschnitten (1953, 1959 und 1966) errichtet und am 18. November 1967 eingeweiht. 238 Schüler besuchten zu dieser Zeit die Schule.
Von den 1930er bis in die 1960er Jahre stand in Flamerscheid ein Wasserturm, der für den Bau der Mehrfamilienhaussiedlung am südlichen Ortsrand abgetragen wurde. Am 1. Januar 1975 wurde die Gemeinde Witzhelden mit Flamerscheid in Leichlingen eingemeindet. 1975/76 wurde der 130 Meter hohe Fernmeldeturm steht, im Volksmund „Rich“ genannt, errichtet.